# سرایدان
سرایدان، روستایی در دهستان ابتر بخش مرکزی شهرستان ایرانشهر در استان سیستان و بلوچستان ایران است که در کرانه شمالی و چپ رودخانه کناررود قرار دارد. در سمت راست رودخانه کناررود روستای آزمن‌آباد قرار دارد که در کنار جاده ایرانشهر به سراوان است و مسیر دسترسی زمینی به این دو روستا هم از طریق همین جاده است.
همچنین این روستا در ۲ کیلومتری شرق سد کوچک سرایدان قرار دارد که برای تزریق آب به سفره‌ آب زیرزمینی منطقه ساخته شده است.

## جمعیت
بر پایه سرشماری عمومی نفوس و مسکن در سال ۱۳۹۵، جمعیت این روستا برابر با ۴۳۴ نفر (۱۴۱ خانوار) بوده‌است.